# Toktam Dastarbandan
Toktam Dastarbandan (persisch توکتام دستبندان; * 2. Mai 2001) ist eine iranische Leichtathletin, die sich auf den Mittelstreckenlauf spezialisiert hat. Sie ist Inhaberin des Landesrekords über 800 Meter und wurde über diese Distanz 2024 Hallenasienmeisterin.

## Sportliche Laufbahn
Erste Erfahrungen bei internationalen Meisterschaften sammelte Toktam Dastarbandan im Jahr 2017, als sie bei den Jugendasienmeisterschaften in Bangkok in 2:18,52 min den vierten Platz im 800-Meter-Lauf belegte und mit der iranischen Sprintstaffel (1000 Meter) disqualifiziert wurde. Im Jahr darauf gelangte sie bei den Hallenasienmeisterschaften in Teheran mit 2:22,08 min auf Rang sieben und 2019 schied sie bei den Asienmeisterschaften in Doha mit 2:11,50 min im Vorlauf aus und gelangte im 1500-Meter-Lauf mit 4:37,81 min auf Rang 15. 2022 klassierte sie sich bei den Islamic Solidarity Games in Konya mit 2:11,46 min auf dem sechsten Platz über 800 Meter und gelangte über 1500 Meter mit 4:41,29 min auf Rang zwölf über 1500 Meter. Zudem wurde sie mit der iranischen 4-mal-400-Meter-Staffel in 4:32,48 min Fünfte. 2024 siegte sie mit neuer Bestleistung von 2:09,17 min bei den Hallenasienmeisterschaften in Teheran und ist damit die erste Frau Irans, die eine Goldmedaille im Mittelstreckenlauf bei den Hallenasienmeisterschaften gewann.
2019 wurde Dastarbandan iranische Meisterin im 800-Meter-Lauf sowie 2023 über 1500 Meter.

## Persönliche Bestzeiten
- 800 Meter: 2:09,17 min, 19. Februar 2024 in Teheran (iranischer Rekord)
- 1500 Meter: 4:37,81 min, 24. April 2019 in Doha
  - 1500 Meter (Halle): 4:46,12 min, 3. März 2019 in Teheran